# Újezd u Chocně
Újezd u Chocně là một làng thuộc huyện Ústí nad Orlicí, vùng Pardubický, Cộng hòa Séc.